# Првенство Уругваја у рагбију
Првенство Уругваја у рагбију (шп. El Campeonato Uruguayo de Rugby) је први ранг рагби 15 такмичења у Уругвају.

## О такмичењу
Рагби је трећи најпопуларнији спорт у Уругвају иза фудбала и кошарке. У Уругвају има око 5 000 рагбиста и око 30 рагби клубова. 
Учесници:
- Сараско поло
- Шампањат
- Лос куервос
- Монтевидео
- Олд бојс
- Олд кристијанс
- Пусару
- Ел требол

## Историја
Списак победника овог такмичења
- 1950. Олд бојс
- 1951. Монтевидео
- 1952. Олд бојс-Сараско
- 1953. Монтевидео
- 1954. Трувил
- 1955. Колонија
- 1956. Монтевидео-Олд бојс-Трувил
- 1957. Олд бојс
- 1958. Колонија-Трувил
- 1959. Олд бојс
- 1960. Лос куервос
- 1961. Сараско
- 1962. Олд бојс
- 1963. Олд бојс
- 1964. Олд бојс
- 1965. Олд бојс
- 1966. Сараско
- 1967. Олд бојс
- 1968. Олд кристијанс
- 1969. Олд бојс
- 1970. Олд кристијанс
- 1971. Ла сахила
- 1972. Ла сахила
- 1973. Олд кристијанс
- 1974. Ла сахила
- 1975. Ла сахила-Олд бојс
- 1976. Олд кристијанс
- 1977. Олд кристијанс
- 1978. Олд кристијанс
- 1979. Олд кристијанс
- 1980. Олд криситијанс
- 1981. Сараско
- 1982. Олд кристијанс
- 1983. Сараско
- 1984. Олд кристијанс
- 1985. Олд кристијанс
- 1986. Олд кристијанс
- 1987. Олд кристијанс
- 1988. Олд кристијанс
- 1989. Олд кристијанс
- 1990. Сараско
- 1991. Сараско
- 1992. Сараско
- 1993. Сараско
- 1994. Сараско
- 1995. Сараско
- 1996. Сараско
- 1997. Сараско
- 1998. Сараско
- 1999. Сараско
- 2000. Сараско
- 2001. Сараско
- 2002. Сараско
- 2003. Сараско
- 2004. Сараско
- 2005. Сараско
- 2006. Сараско
- 2007. Олд кристијанс
- 2008. Сараско
- 2009. Сараско
- 2010. Олд бојс
- 2011. Сараско
- 2012. Сараско
- 2013. Олд бојс
- 2014. Сараско
- 2015. Олд кристијанс
- 2016. Олд кристијанс

| Рагби клуб     | Број титула |
| -------------- | ----------- |
| Сараско        | 27          |
| Олд кристијанс | 18          |
| Олд бојс       | 15          |
| Ла сахила      | 5           |
| Монтевидео     | 3           |
| Трувил         | 3           |
| Колонија       | 2           |
| Лос куервос    | 1           |